# Seznam avstralskih politikov
Seznam avstralskih politikov.

## A
- Tony Abbott
- Anthony Albanese
- Richard Alston
- John Anderson
- Doug Anthony
- Robin/Robert William Askin
- Sir Henry Ayers

## B
- Mike Baird
- Lance Barnard
- Edmund Barton
- Sir Garfield Barwick
- Marie Roslyn Bashir
- Peter Beattie
- Margaret Joan Beazley
- Kim Beazley
- Gladys Berejiklian
- Gillian Bird
- Julie Bishop
- Sir Johannes Bjelke-Petersen
- Arthur Blakeley
- Anna Maria Bligh
- Arthur Blyth
- Neville Bonner
- Robert "Rob" Borbidge
- Ron Boswell
- Chris Bowen
- Eric Bowden
- Steve Bracks
- Bob Brown
- Carol Brown
- Stanley Bruce
- Dame Quentin Bryce
- Brian Burke
- Tony Burke

## C
- John Joseph Cahill
- Jim Cairns
- Bob Carr (Robert John Carr)
- Richard Casey
- Michaelia Cash
- Matthew Charlton
- Ben Chifley
- Bob Collins
- John Colton
- Joseph Cook
- Mat Cormann (Mathias Cormann)
- Sir Peter Cosgrove
- Peter Costello
- Sir Zelman Cowen
- Charles Cowper
- Simon Crean
- John Curtin

## D
- John Daly
- Alfred Deakin
- Sir William Deane
- John Devereux
- George Richard Dibbs
- Sir Owen Dixon
- Stuart Donaldson
- John Dooley
- John Downer
- Don Dunstan
- Francis Dutton
- Peter Dutton

## E
- Gareth Evans
- Dr H.V. Evatt
- Paul Everingham

## F
- Sir Arthur Fadden
- John Joseph Fahey
- James Fenton
- Laurie Ferguson
- Mitch Fifield
- Lia Finocchiaro
- Andrew Fisher
- Tim Fischer
- Peter FitzSimons
- Frank Forde
- John Forrest
- Malcolm Fraser
- Josh Frydenberg
- George Warburton Fuller

## G
- Geoff Gallop
- Albert Gardiner
- Julia Gillard
- John A. Gilruth
- William Glasgow
- Sir John Gorton
- Wayne Goss
- John Grant
- Albert Green
- Germaine Greer
- Nick Greiner
- Henry Gullett

## H
- Bill Hayden
- Pauline Hanson
- Bob Hawke
- Robert James Heffron
- Peter Hollingworth
- William Holman
- Harold Holt
- John Howard
- Brian Howe
- Neville Howse
- Billy Hughes
- David Hurley

## I
- Morris Iemma

## J
- Michael Jeffery
- Barnaby Joyce

## K
- Michael Keating
- Paul Keating
- Kristina Keneally
- Jeff Kennett
- John Kerin
- Rob Kerin
- Cheryl Kernot
- Sir John Kerr

## L
- Miša (Misa, Milivoj) Lajovic
- Peter Lalor
- John Thomas Lang
- Mark Latham
- Michael L'Estrange
- Sussan Ley
- Phillip Lynch
- Joseph Lyons

## M
- Eddie Mabo
- Sue Mackay
- Malcolm Mackerras
- Jenny Macklin
- Alexander Mair
- Richard Marles
- Clare Martin
- Walter Massy-Greene
- Samuel Mauger
- John A. McCarthy
- Michael McCormack
- Sir John McEwen
- James McGirr
- James McGowen
- Gregor McGregor
- Sir William McKell
- Bridget McKenzie
- Sir William McMahon
- Bob McMullan
- Sir Robert Menzies
- Edward Millen
- Scott Morrison

## N
- Fiona Nash
- Ted Needham
- Brendan Nelson
- Kerry Nettle
- Campbell Newman
- George Francis Reuben Nicklin

## O
- Kelly O'Dwyer
- Barry O'Farrell
- Karina Okotel

## P
- Earle Page
- Annastacia Palaszczuk
- Henry Parker
- Sir Henry Parkes
- Archdale Parkhill
- Marise Payne
- George Pearce
- Johannes Bjelke-Petersen
- Thomas Playford
- Tanya Plibersek (Tanja Pliberšek)
- Anne Plunkett
- Jane Prentice

## R
- Nathan Rees
- George (Houston) Reid
- Peter Reith
- Linda Reynolds
- Aden Ridgeway
- John Robertson
- Jeremy Rockliff
- Kevin Rudd

## S
- Gordon Jacob Samuels
- James Scullin
- Nigel Scullion
- John See
- Bill Shorten
- Stephen Smith
- William Forgan Smith
- Billy Snedden
- Sir Percy Spender
- William Spence
- Sir Ninian Stephen
- Bertram Sydney Barnsdale Stevens
- Alfred Stirling
- Alan Stockdale
- Wayne Swan
- Josiah Symon

## T
- Ted Theodore
- Warren Truss
- Wilson Tuckey
- Frank Tudor
- Malcom Turnbull

## U
- Barrie Unsworth

## V
- Mark Vaile

## W
- Charles Gregory Wade
- Chris Watson
- George Waterhouse (premier Avstralije in nato Nove Zelandije)
- Gough Whitlam
- Penny Wong
- Neville Wran
- Ken Wyatt

## X
- Nick Xenophon